# Lijst van nummer 1-hits in Portugal in 2001
Deze hits stonden in 2001 op nummer 1 in de Portugal Top 20, de bekendste hitlijst in Portugal.
| Datum        | Artiest             | Titel                         |
| ------------ | ------------------- | ----------------------------- |
| 18 juni      | The Gift            | Water skin                    |
| 25 juni      | The Gift            | Water skin                    |
| 2 juli       | Air                 | Radio No 1                    |
| 9 juli       | Air                 | Radio No 1                    |
| 16 juli      | U2                  | Elevation                     |
| 23 juli      | U2                  | Elevation                     |
| 30 juli      | U2                  | Elevation                     |
| 6 augustus   | Zero 7 & Sia Furler | Distractions                  |
| 13 augustus  | Zero 7 & Sia Furler | Distractions                  |
| 20 augustus  | Björk               | Hidden place                  |
| 27 augustus  | Cousteau            | The last good day of the year |
| 9 september  | Cousteau            | The last good day of the year |
| 17 september | Cousteau            | The last good day of the year |
| 24 september | Cousteau            | The last good day of the year |
| 1 oktober    | New Order           | Crystal                       |
| 8 oktober    | The Gift            | Question of love              |
| 15 oktober   | The Gift            | Question of love              |
| 22 oktober   | The Gift            | Question of love              |
| 29 oktober   | Lamb                | Gabriel                       |
| 5 november   | Kylie Minogue       | Can't get you out of my head  |
| 10 november  | Enrique Iglesias    | Hero                          |
| 15 november  | Nelly Furtado       | Turn off the light            |
| 21 november  | The Dandy Warhols   | Bohemian like you             |
| 28 november  | Kylie Minogue       | Can't get you out of my head  |
| 5 december   | Kylie Minogue       | Can't get you out of my head  |
| 12 december  | Kylie Minogue       | Can't get you out of my head  |
| 19 december  | Kylie Minogue       | Can't get you out of my head  |
| 26 december  | Kylie Minogue       | Can't get you out of my head  |